# Democracy Dies in Darkness

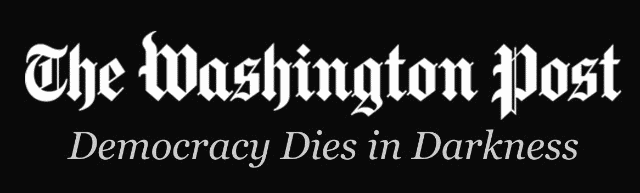
O slogan no site do The Washington Post.

"Democracy Dies in Darkness" ("A Democracia Morre nas Trevas", em tradução livre) é o slogan oficial do jornal americano The Washington Post, adotado em 2017. O slogan foi introduzido no site do jornal em 22 de fevereiro de 2017 e foi adicionado às cópias impressas uma semana depois. Após seu anúncio, o slogan gerou uma reação significativa — positiva e negativa — de outras organizações de notícias e várias figuras da mídia.

## História

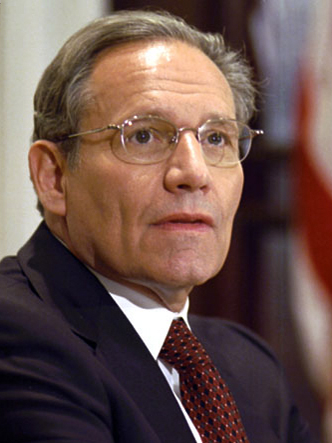
Bob Woodward, o popularizador do slogan.

O The Washington Post revelou pela primeira vez o slogan via Snapchat, em 17 de fevereiro de 2017, quando lançou sua plataforma Snapchat Discover, destinada a alcançar leitores mais jovens, antes de adicioná-lo ao seu site sob o título do jornal. Shani George, diretora de comunicação do jornal, disse que a frase foi usada internamente dentro da empresa por anos antes de ser adotada oficialmente.
"Democracy Dies in Darkness" foi o primeiro slogan a ser adotado oficialmente pelo The Washington Post em seus 140 anos de história. Segundo o jornal, a frase foi popularizada pelo jornalista investigativo Bob Woodward. Woodward usou a frase em um artigo de 2007 criticando o sigilo do governo e fez referência à frase durante uma apresentação de 2015, em uma conferência quando falou sobre The Last of the President's Men, seu livro sobre o caso Watergate. Woodward disse que não cunhou a frase, em vez disso, atribuiu a frase a um juiz que decidiu um caso da Primeira Emenda, que se acredita ser do juiz Damon Keith. O proprietário do jornal, Jeff Bezos, que participou da apresentação de Woodward em 2015, também usou a frase em uma entrevista em maio de 2016. O jornal disse que decidiu adotar um slogan oficial no início de 2016. Isso iniciou um processo que envolveu um pequeno grupo de funcionários do jornal, reunidos para desenvolver ideias para slogans. O grupo finalmente decidiu por "A Democracia Morre nas Trevas" depois de debater mais de 500 opções.
O slogan apareceu no final do comercial do jornal no Super Bowl LIII, em 2019. Narrado por Tom Hanks, o comercial foi o primeiro anúncio do jornal no Super Bowl.

## Recepção
O slogan gerou reação na Internet após seu anúncio. No Twitter (atual 'X'), escritores de outras organizações de mídia zombaram do slogan, enquanto a organização de notícias ProPublica descreveu o slogan como "incrível". A revista online Slate disse que o slogan soava "como um slogan mais adequado a um profeta do juízo final do que a um jornal diário", e comparou o slogan aos títulos de quinze álbuns de heavy metal, dizendo que eles eram "menos sombrios" do que o slogan do Washington Post. O dicionário Merriam-Webster registrou um aumento nas buscas pela palavra "democracia" depois que o jornal adotou o slogan.
Dean Baquet, editor executivo do The New York Times, disse que o slogan "soa como o próximo filme do Batman", enquanto o jornalista Jack Shafer chamou o slogan de "mão pesada".